# Plana d'Agustí
La Plana de l'Agustí és una plana, constituïda parcialment per camps de conreu, del terme municipal de Conca de Dalt, al Pallars Jussà, a l'antic terme de Toralla i Serradell, en el territori del poble d'Erinyà.
Està situada molt a prop i al sud-oest d'Erinyà, sobre i al nord dels Horts de la Font. És a la dreta de la llau de la Font de Tuiro, poc abans que aquesta s'aboqui en el riu de Serradell.